# Mauritius Broadcasting Corporation
La Corporación Radiodifusora de Mauricio (en inglés: Mauritius Broadcasting Corporation) o MBC, es el ente de radiodifusión pública del Gobierno de Mauricio, siendo formado el 8 de junio de 1964. Su financiamiento proviene de un canon televisivo (60%) y comerciales (40%). Sin embargo, el monto recibido a través de comerciales ha sido base para fuertes controversias desde la introducción en el país de radiodifusores privados y comerciales en 2002.
Actualmente MBC opera 3 canales análogos de televisión: MBC1, MBC2 y MBC3, así como seis canales digitales: MBCDigital 1, MBCDigital 2, MBCDigital 3, MBCDigital 4, MBCDigital 5 y MBCDigital 6. En cuanto a la radio, MBC controla 5 emisoras: RM1, RM2, Kool FM, Taal FM y World Hit FM.

## Historia de MBC
La Corporación Radiodifusora de Mauricio (MBC) es el ente público de radiodifusión de la República de Mauricio, y sus otras islas incluyendo Rodrigues.
Se estableció con personalidad jurídica el 8 de junio de 1964 bajo el nombre de Mauritius Broadcasting Corporation. Anterior a eso, operaba como un servicio gubernamental bajo el nombre de Servicio de Radiodifusión de Mauricio (Mauritius Broadcasting Service).
La ordenanza original que establecía la Mauritius Broadcasting Corporation fue enmendada y consolidada a través de distintas leyes promulgadas por el Parlamento: Ley n.º 65 (1970), Ley n.º 22 (1982) y Ley n.º 65 (1985). Estas modificaciones fueron necesarias para dar cabida a los distintos cambios, tanto tecnológicos como sociales, con el fin de satisfacer todas las aspiraciones de los distintos segmentos que componen el país. 
Los objetivos de la MBC y los parámetros sobre los cuales se rige, son definidos en la Sección 4 del Artículo n.º 22 de 1982 sobre el ente, el cual exige garantizar la difusión de información, educación, cultura y entretenimiento.
La MBC es administrada y controlada por una mesa directiva de siete miembros. La ejecución de sus políticas, el control diario y la gestión recaen en un director general, quien es a su vez el director ejecutivo de la Corporación, teniendo bajo su dirección aproximadamente a 500 empleados.
Se estima que el número de aparatos de radio y televisión (en Mauricio y Rodrigues) al 30 de junio de 1999 fue de 450.000 y 265.000, respectivamente.
Los ingresos de la Corporación derivan principalmente de los derechos de licencia y publicidad. También, se aplica un canon mensual que se paga por todos los consumidores que posean un televisor (Ley n º. 56 de 1954) y que es cobrado a través de las cuentas de electricidad, representando un 60% del total de sus ingresos. La publicidad en la radio y la televisión constituye alrededor de un 35% de sus ingresos.
La programación, tanto de radio como de televisión, cubre una amplia gama de temas y se emite en diferentes idiomas, incluyendo francés, inglés, hindi, creole, chino y una serie de otros idiomas procedentes de la India. La mayoría de su programación es comprada a proveedores extranjeros, mientras que otra parte es producida por la Corporación. Una pequeña proporción es retransmitida desde televisoras extranjeros a canales de la Corporación, siguiendo acuerdos bilaterales con los organismos de radiodifusión en cuestión.
Los informativos, que incluyen noticias locales y foráneas se emiten diariamente en horarios definidos.
La Corporación también garantiza la emisión en radio y televisión, de los programas educativos derivados y producidos por el Mauritius College of the Air.
La MBC mantiene cordiales y cercanas relaciones con distintas asociaciones de radiodifusión. Es miembro de la Unión Europea de Radidifusión, la Commonwealth Broadcasting Association, la Unión de Radiodifusión del Asia-Pacífico, la Asociación de Radiodifusión del Sur de África (SABA) y del Consejo Internacional de Radio y Televisión Francófona (CIRTEF).

## Citas y referencias
1. ↑  https://web.archive.org/web/20100704182147/http://www.mbcradio.tv/corporate-info/about-us/
2. ↑  https://web.archive.org/web/20060903233839/http://www.gov.mu/portal/goc/pmo/file/mbc.doc

- Datos: Q3301673
- Multimedia: Mauritius Broadcasting Corporation / Q3301673